# Viktor Klonaridis
Viktor Klonaridis (en grec moderne : Βίκτωρ Κλωναρίδης), né le 28 juillet 1992 à Seraing en Belgique, est un footballeur belgo-grec qui joue au poste d'attaquant.

## Biographie

### En club

#### Formé en Grèce
Viktor est formé au AEK Athènes FC en Grèce en 2010 où il débute chez les pros. Le 21 septembre 2011, il marque son premier but avec l'AEK contre Skoda Xanthi et assiste Eiður Guðjohnsen pour un autre but et une victoire 4-3. Klonaridis aide également Steve Leo Beleck à marquer le second but d'une victoire 0-2 au Panetolikos.
En décembre, Klonaridis inscrit son premier but européen et le troisième but de la victoire (3-1), à l'extérieur, face au Sturm Graz (3-1) en Ligue Europa. Il marque son troisième but pour l'AEK Athènes dans un match de derby contre le Panathinaikos puis son quatrième d'une tête incroyable contre Kerkyra (2-2).
Le 7 mai 2012, il marque contre le Panathinaikos en Superleague.
Performances impressionnantes et joueur talentueux de l'AEK, il suscite l'intérêt de nombreuses équipes en Europe dont Lille, le Dynamo Moscou, le Standard Liège et Anderlecht.

#### Nord de la France et Belgique
Le 2 juillet 2012, Klonaridis signe un contrat d'une durée de trois ans pour Lille OSC et une somme déclarée de 800 000 €. Très peu utilisé par son entraîneur, il est prêté en Belgique.

#### De retour en Grèce
Le 2 septembre 2013, Klonaridis s'engage pour le Panathinaikos. Le 25 septembre 2013, il fait ses débuts contre le PAE Ergotelis Héraklion pour la Coupe de Grèce, il a également marqué son premier but pour Panathinaikos lors de ce match. Le 10 novembre 2013, dans un autre match difficile contre l'Aris Salonique FC, il marque deux fois en aidant son club à gagner 2 à 0.
Le 14 mai 2014, le club est deuxième de Grèce et se place pour être un favori pour participer à la Ligue des Champions après un nul contre l'Atromitos FC.
Le 28 octobre 2015, Klonaridis inscrit un beau but, son premier de la saison, en jouant pour la Coupe de Grèce contre Levadiakos mais se blesse. Le 3 décembre 2015, le Panathinaikos gagne 2-1 contre Panachaïkí où il signe un doublé.
Le 23 mai 2016, il marque dans le derby contre les rivaux de l'AEK Athènes et atteint sa centième apparition avec le maillot du club. À l'été 2016, il est suivi par de nombreux clubs européens du fait de ses performances.

#### RC Lens
Le 31 août 2016, il s'engage pour deux ans au Racing Club de Lens. Le 9 septembre, il fait ses débuts avec le RC Lens au Stade Bollaert-Delelis, contre Bourg-en-Bresse Péronnas.Il marque son premier but sous les couleurs sang et or lors de la douzième journée de ligue 2 contre le Stade de Reims et qui offre le match nul à son équipe. Lors de la première partie de saison il dispute dix rencontres en championnat et deux matches en coupe de france pour deux buts marqués. L'attaquant a été prêté, sans option d'achat, jusqu'à la fin de la saison 2016/2017 au Panathinaïkos, club grec évoluant en Superleague.

#### Panathinaikos
Le 30 janvier, Viktor est prêté au Panathinaïkos, jusqu'à la fin de la saison 2016/2017 par le RC Lens. Le 1er février il joue son premier match officiel en Coupe de Grèce et marque le premier but de la rencontre contre Kissamikos F.C.

#### AEK Athènes
Le 29 juin 2017, Klonaridis quitte Lens et retourne dans son ancien club de l'AEK Athènes, s'engageant pour trois saisons. Le 22 avril 2018, il est sacré champion de Grèce.

## Palmarès
- Championnat de Grèce : 2018